# Moder-Nunatak
Der Moder-Nunatak (spanisch Nunatak Moder; in Argentinien Nunatak Chubut) ist ein Nunatak an der Orville-Küste des westantarktischen Ellsworthlands. Er ragt 33 km südsüdwestlich der Dodson-Halbinsel auf.
Chilenische Wissenschaftler benannten ihn nach Jorge Moder Jorquera, Glaziologe und Geologe bei der 10. Chilenischen Antarktisexpedition (1955–1956). Der Namensgeber der argentinischen Benennung ist nicht überliefert.